# Олесник (Лодзинське воєводство)
Олесник (пол. Oleśnik) — село в Польщі, у гміні Белхатув Белхатовського повіту Лодзинського воєводства.
Населення — 380 осіб (2011).
У 1975-1998 роках село належало до Пйотрковського воєводства.

## Демографія
Демографічна структура станом на 31 березня 2011 року:
|          | Загалом | Допрацездатний вік | Працездатний вік | Постпрацездатний вік |
| -------- | ------- | ------------------ | ---------------- | -------------------- |
| Чоловіки | 196     | 45                 | 135              | 16                   |
| Жінки    | 184     | 35                 | 118              | 31                   |
| Разом    | 380     | 80                 | 253              | 47                   |